# 이키국

이키 국

이키국(일본어: 壱岐国 이키노쿠니[*])은 일본 사이카이도에 있던 옛 구니이다. 현재의 나가사키현 이키섬에 해당한다. 잇슈(壱州)라고도 한다.

## 연혁
사료상으로 가장 오래된 것은 중국의 《삼국지》(三国志) 위지 왜인전(魏志倭人伝)에 「일대국」(一大國)으로써 등장하는 것이다. 본문에 인용된 《위략》(魏略) 일문이나 양서(梁書), 수서(隋書)에는 일지국(一支國)으로 기록되어 있다.
한자 표기는 고대에는 壱岐 외에도 伊伎, 伊吉, 伊岐, 由紀, 由吉 등이었고, 「이키」(いき) 또는 「유키」(ゆき)로 읽었다. 영제국(令制国)으로써의 이키 국은 7세기에 설치되었다고 알려져 있으며, 대체로 壱岐로 쓰고 「이키」로 읽는 방식이 정착되었다.
이키 국은 쓰시마와 마찬가지로 「섬」이라는 행정단위로써 이키섬으로도 불렸으며 그 고쿠시(国司)는 도사(島司)로도 불렸다.
13세기 두 차례에 걸친 여원 연합군의 일본원정 당시 쓰시마 다음으로 공격 목표가 되었고, 섬을 함락시킨 몽골군에 의해 섬 주민 대부분이 학살당했다. 한국측 기록에 고려 말기에서 조선 초기에 한반도 해안에 출몰했던 왜구의 근거지로 지목된 삼도(三島)의 하나로 꼽힌다. 나머지 두 곳은 쓰시마(對馬)와 히젠국 마쓰우라(松浦)였다.
일본 메이지(明治) 초기 《구고국령취조장》(旧高旧領取調帳)이 작성되던 시점까지 이키 전역은 히젠 히라도 번의 영지였다. 1871년(메이지 4년) 7월 14일(양력 8월 29일)에 폐번치현(廃藩置県)으로 히라도 현(平戸県)의 관할에 놓이게 되었다가 11월 14일(양력 12월 25일)에 이루어진 제1차 부현 통합(府県統合)으로 나가사키현(長崎県)에 편입되었다.

## 지역

### 군
- * 이키 군(壱岐郡) - 가스 향(可須郷)[1], 가제하야 향(風早郷), 쵸안 향(潮安郷), 나카 향(那賀郷), 이사후시 향(鯨伏郷), 이타케 향(伊宅郷), 다가와 향(田河郷)
- 이시다군(일본어판)(石田郡) - 이시다 향(石田郷), 누마쓰 향(沼津郷), 모노노베 향(物部郷), 노하라 향(篦原郷)

### 에도 시대의 번
- 히라도번 6만 3천 석 - 히젠 마쓰라 씨

## 인물

### 슈고(守護)

#### 가마쿠라 막부(鎌倉幕府)
- 1244년 ~ ? - 지바 다네쓰구(千葉胤継)?[2]
- 1273년 ~ ? - 무토 스케요시(武藤資能)
- 1274년 - 슈고다이(守護代) 다이라노 가게타카(平景隆)

#### 무로마치 막부(室町幕府)
- 1365년 이후 - 무나카타 우지토시(宗像氏俊)
- 1369년 전후 - 무나카타 우지요리(宗像氏頼)

【이후 어느 기간 동안은 슈고직이 아예 존재하지 않았을 가능성도 있다】
- 1378년 ~ 1395년 - 이마가와 사다요(今川貞世)

한편 다음 사례는 한국의 조선왕조실록에 기록된 슈고(혹은 슈고다이)들이다.
- 1401년 전후 - 지종(志宗)
- 1406년 전후 - 원뢰광(源賴廣)
- 1406년 전후 ~ 1408년 전후 - 원거(源擧)
- 1464년 이후 ~ 1502년 전후 - 슈고 대관 진궁원무(眞弓源武)

## 같이 보기
- 이키섬
- 이키시